# Perat
Der Perat ist nach der Genesis 2,10–14  einer der vier Flüsse, die im Garten Eden entspringen. Er wird meist mit dem  Euphrat gleichgesetzt.
„Ein Strom kommt aus Eden, den Garten zu bewässern und von dort aus teilt er sich zu vier Hauptströmen. Des ersten Name ist Pischon, der das ganze Land Chawila umringt, wo das Gold ist. Das Gold dieses Landes ist gut. Dort findet man das Bedolach-Erz und den Schoham-Stein. Der Name des zweiten Stroms ist Gichon, der das ganze Land Kusch umringt. Der Name des dritten Stroms ist Chidekel, der auf der Morgenseite von Aschur fließt und der vierte Strom ist Perat.“